# 442 Eichsfeldia
442 Eichsfeldia este un asteroid din centura principală, descoperit pe 15 februarie 1899, de Max Wolf și Arnold Schwassmann.